# Nguyễn Văn Thiệu

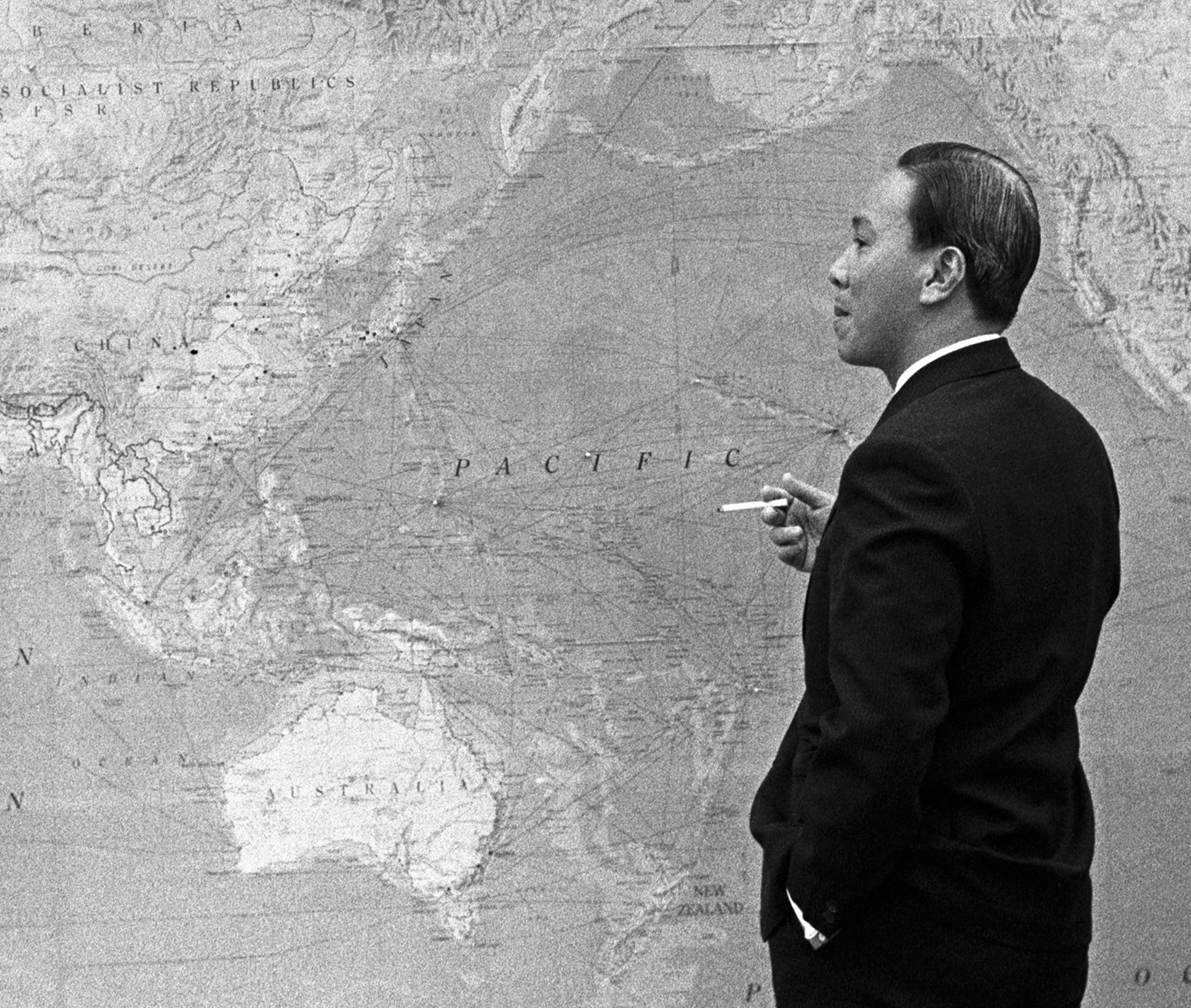
Nguyễn Văn Thiệu przy mapie Azji

Nguyễn Văn Thiệu [ŋʷǐənˀ vān tʰîəwˀ] (ur. 5 kwietnia 1923 w Phan Rang-Tháp Chàm, zm. 29 września 2001 w Bostonie) – generał i polityk południowowietnamski, prezydent Wietnamu Południowego.

## Życiorys
Sprawował funkcję prezydenta Wietnamu Południowego w latach 1967–1975. Jego poprzednikiem był generał Nguyễn Khánh, który w roku 1963 dokonał przy udziale Văn Thiệu zamachu stanu i obalił znienawidzonego przez Wietnamczyków Ngô Đình Diệma. Văn Thiệu był radykalnym antykomunistą i sprzeciwiał się jakimkolwiek próbom porozumienia z przywódcami komunistycznej partyzantki podejmowanym przez amerykańskiego sojusznika.
W obliczu klęski w wojnie z Wietnamem Północnym 21 kwietnia 1975 roku ustąpił z urzędu i uciekł na Tajwan, przekazując władzę wiceprezydentowi Trần Văn Hươngowi. Dziewięć dni później Wietnam Południowy skapitulował przed wkraczającą do Sajgonu armią północnowietnamską.
Z Tajwanu udał się w 1979 roku do Anglii, gdzie przebywał najpierw w hrabstwie Surrey, a następnie w Londynie. Ostatecznie przeprowadził się w 1990 do Bostonu, gdzie zmarł w szpitalu Beth Israel w 2001 roku.